# Męczennicy chełmscy i podlascy
Męczennicy chełmscy i podlascy – wspólne określenie świętych męczenników prawosławnych, kanonizowanych 7 i 8 czerwca 2003 przez Polski Autokefaliczny Kościół Prawosławny. Wszyscy oni ponieśli śmierć w czasie II wojny światowej.

## Pierwsza grupa męczenników
Pierwsza grupa męczenników, kanonizowana 7 i 8 czerwca, obejmuje postaci związane z historyczną ziemią chełmską. Do grona męczenników pierwotnie zaliczone zostały z imienia następujące osoby:
- mnich Ignacy (Bazyluk) – dzwonnik monasteru w Jabłecznej, zabity przez hitlerowców[1]
- ks. Sergiusz Zacharczuk[2]
- ks. Paweł Szwajko i jego żona Joanna – proboszcz i matuszka parafii w Grabowcu, zabici przez kompanię Józefa Śmiecha ps. „Ciąg”[2][3]
- ks. Lew Korobczuk – proboszcz parafii w Łaskowie, zabity przez oddział Batalionów Chłopskich razem z grupą parafian[4]
- ks. Mikołaj Holc – proboszcz parafii w Nowosiółkach, uprowadzony i zabity przez polski oddział partyzancki[4]
- ks. Piotr Ohryzko – proboszcz parafii w Moreszynie, zabity przez polski oddział partyzancki w Czartowcu; istnieje również wersja, jakoby zbrodni na nim dokonał partyzancki oddział radziecki podszywający się pod partyzantkę polską[5].
- ks. Bazyli Martysz – emerytowany naczelny prawosławny kapelan Wojska Polskiego, zabity w czasie rabunkowego napadu[6]
- Mikołaj Borowik – ur. 1922, zamordowany we wsi Pieniany w 1944[7][8].

Ponadto uchwała Świętego Soboru PAKP uwzględnia te osoby, które również poniosły śmierć w podobnych okolicznościach, jednak informacje o ich losie nie przetrwały.

## Druga grupa męczenników
29 października 2019 Sobór Biskupów Polskiego Autokefalicznego Kościoła Prawosławnego oficjalnie dołączył do grupy męczenników chełmskich i podlaskich trzydziestu furmanów zamordowanych 31 stycznia 1946 w lesie koło miejscowości Puchały Stare przez oddział Romualda Rajsa „Burego”. Do grona tego zaliczeni zostali Wasyl Bilewski, Aleksander Bondaruk, Michał Bondaruk, Łukasz Chwaszczewski, Aleksander Dmitruk, Grzegorz Dmitruk, Aleksy Golonko, Wasyl Grygoruk, Grzegorz Grygoruk, Jan Jakimiuk, Teodor Jakimiuk, Michał Jakuć, Jan Juszczuk, Aleksander Juziuczuk, Piotr Kendyś, Włodzimierz Kot, Michał Laszkiewicz, Grzegorz Ławrynowicz, Jan Ławrynowicz, Teodor Łukaszuk, Aleksander Maksymiuk, Nikifor Nazaruk, Michał Niczyporuk, Grzegorz Pietruczuk, Wasyl Sawczuk, Teodor Siemieniuk, Mikołaj Szadejko, Włodzimierz Szewczuk, Nikifor Tadeuszuk, Jan Tarasiuk. Wspomnienie liturgiczne tej grupy męczenników ustalono na ostatnią sobotę miesiąca lipca (dzień święta Zaleszańskiej Ikony Matki Bożej).
17 marca 2020 r. Sobór Biskupów PAKP zaliczył do grona męczenników podlaskich ofiary pacyfikacji wsi w regionie hajnowskim również przeprowadzonych przez oddział Romualda Rajsa: Annę Antoniuk, Helenę Antoniuk, Jana Antoniuka (s. Eugeniusza), Jana Antoniuka (s. Józefa), Katarzynę Antoniuk, Krystynę Antoniuk, Ksenię Antoniuk, Michała Antoniuka (s. Adama), Michała Antoniuka (s. Jakuba), Nadzieję Antoniuk, Pawła Filipczuka, Bazylego Kłoczko, Mikołaja Kotermana, Eugenię Kołos, Marię Kołos, Nadzieję Kołos, Pawła Kołosa, Zofię Kołos, Antoninę Nikołajską, Marię Olszewską, Daniela Olszewskiego, Juliannę Paszkowską, Stefanidę Paszkowską, Grzegorza Paszkowskiego, Jana Paszkowskiego, Marię Pietruczuk, Jana Sielewczonuka, Dionizego Szeszko, Jana Szeszko (s. Onufrego), Jana Szeszko (s. Prokopiusza).
Kanonizacja 79 męczenników ze wsi Puchały Stare, Szpaki, Wólka Wygonowska, Zaleszany i Zanie miała miejsce 25 lipca 2020 r. w monasterze św. Katarzyny w Zaleszanach.

## Wspomnienie liturgiczne
Wspomnienie męczenników obchodzone jest w pierwszą niedzielę czerwca oraz ostatnią niedzielę lipca (grupa furmanów), a także lokalnie w dniu 2 lutego w cerkwi św. Symeona Słupnika w Brańsku.

## Kontrowersje
Kanonizacja z 2020 r. wywołała pewne kontrowersje ze względu na fakt kanonizacji Aleksandra Zielinko, aktywisty komunistycznego, członka PPR, oraz Piotra Demaniuka - młodego pepeerowca, syna Łukasza - przedwojennego członka Komunistycznej Partii Zachodniej Białorusi i członka PPR.

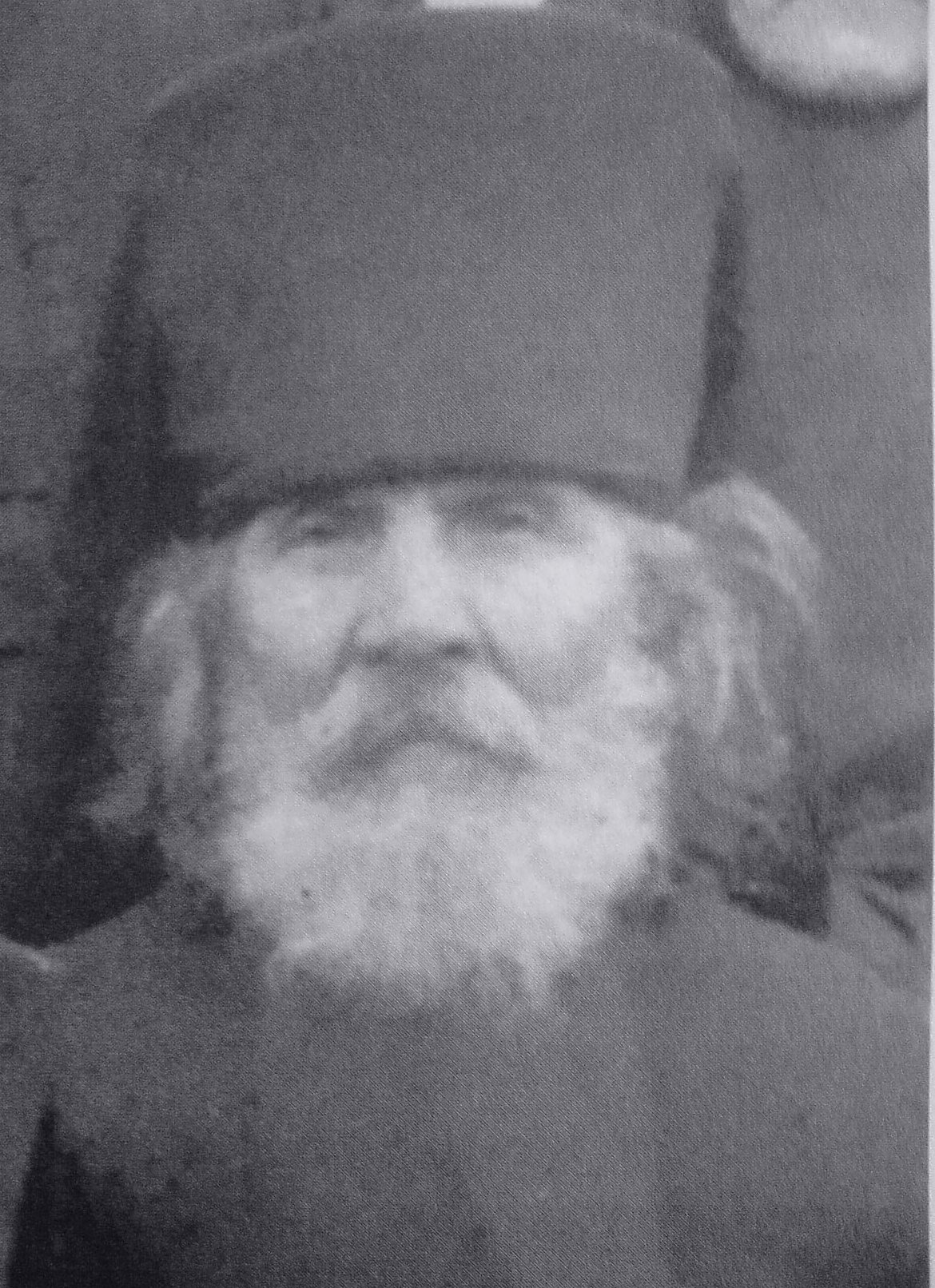
Mnich męczennik Ignacy
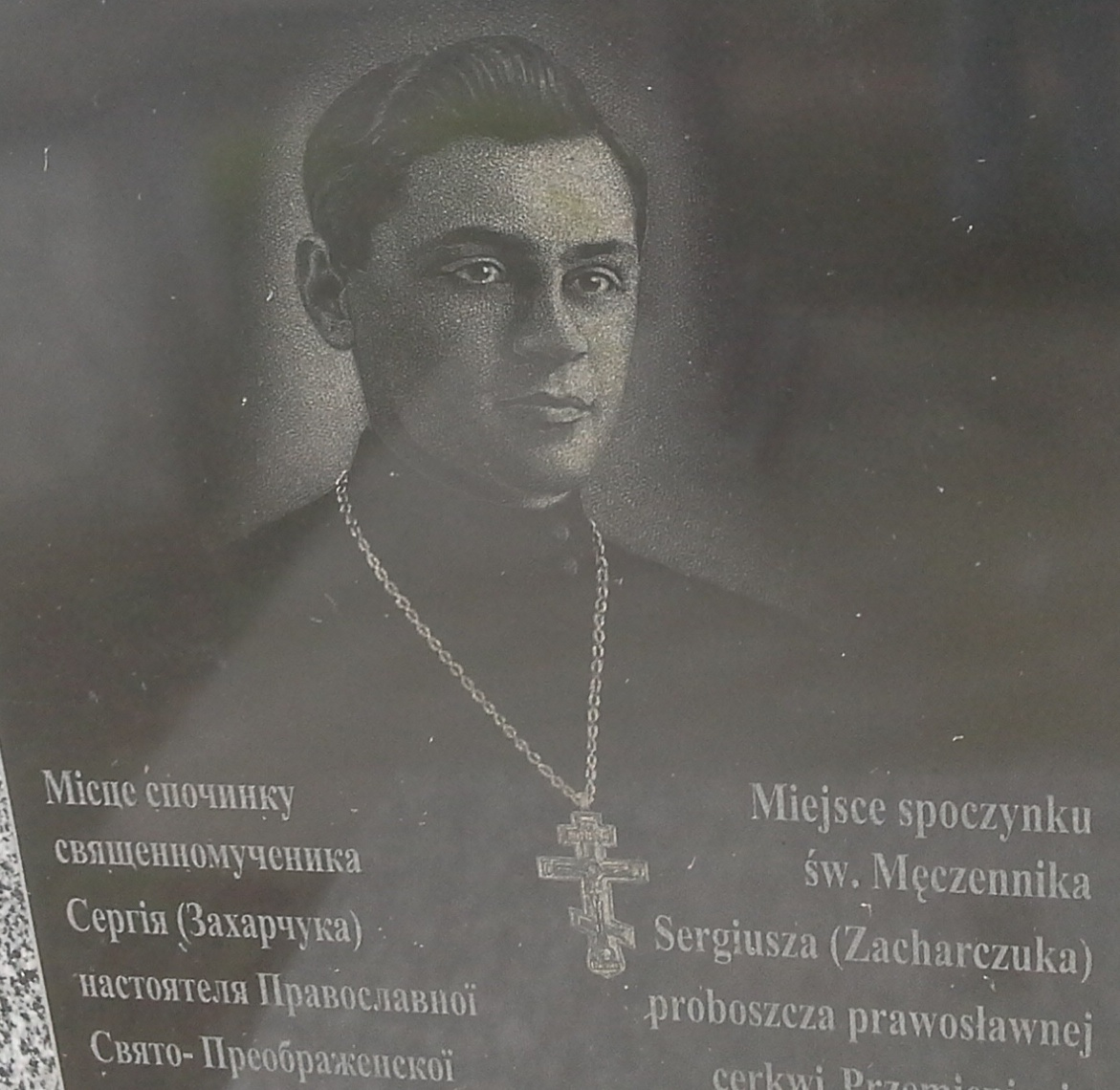
Kapłan męczennik Sergiusz Zacharczuk
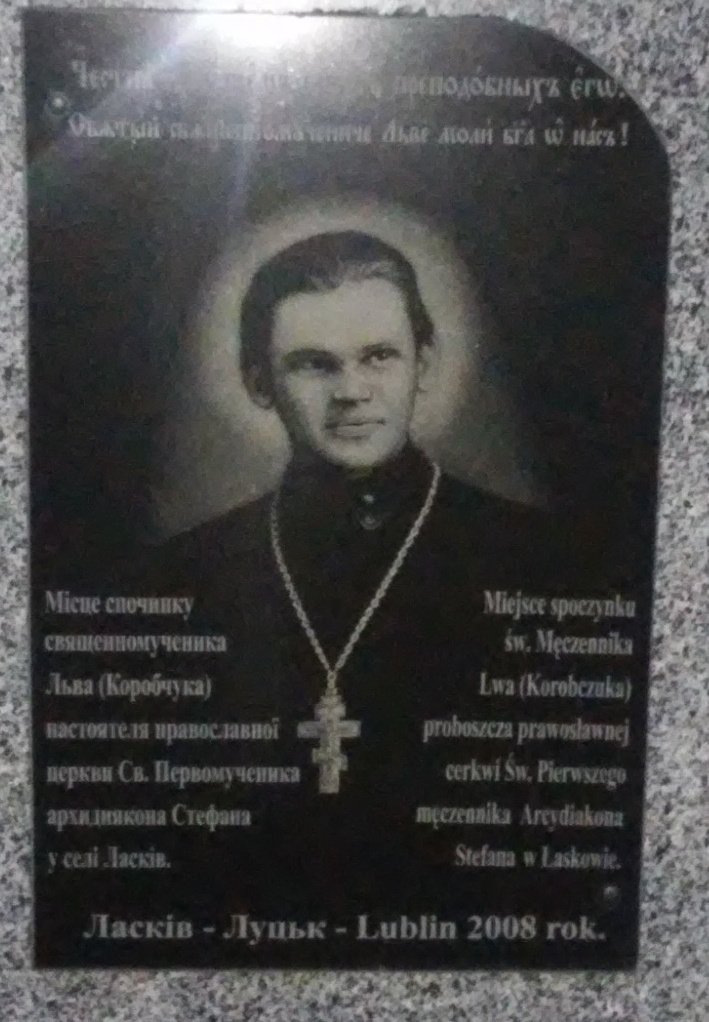
Kapłan męczennik Lew Korobczuk
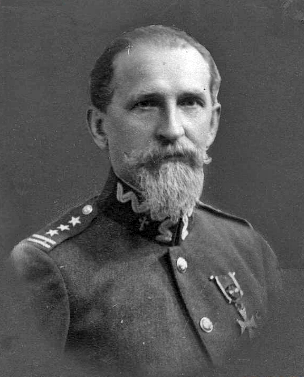
Kapłan męczennik Bazyli Martysz